# August Becker
August Becker   (Darmstadt, 27 de gener de 1821 - Düsseldorf, 19 de desembre de 1887) va ser un paisatgista alemany, associat a l'Escola de pintura de Düsseldorf.

## Vida i obra
Va començar els seus estudis el 1837 amb el pintor de la cort Johann Heinrich Schilbach. Els seus primers viatges d'estudi el van portar per Fischbachtal, Rüdesheim i la regió de Nahe. El 1840 va assistir a les classes de pintura de paisatge impartides per Johann Wilhelm Schirmer a la Kunstakademie de Düsseldorf. Va romandre allà després de completar els seus cursos, perquè Düsseldorf proporcionava un mercat rendible per al seu art.
Els anys 1844 i 1847, juntament amb August Leu (Maler, 1818) i Georg Saal, va visitar Noruega; pintant una sèrie de paisatges de fiords. El 1854, es va quedar a Londres durant diverses setmanes per estudiar els museus. El seu germà, Ernst Becker (Geheimrat), hi havia servit com a bibliotecari i Tutor Reial des de 1851. Es va concertar una reunió amb el príncep Albert, que va comprar el quadre de Becker "La Jungfrau", com a regal per a la reina Victòria. En els anys següents, va adquirir més quadres i, el 1864, el va convidar a visitar Escòcia. El 1869, va fer una breu visita a la seva finca, el Palau d'Osborne, a l'illa de Wight.
Posteriorment, va fer una gira per Hongria (1876) i Romania (1882), on la seva visita estava relacionada amb els encàrrecs que havia rebut de la família Hohenzollern-Sigmaringen. Allà també va donar classes de pintura a la princesa Antònia.
La seva obra total comprèn més de 360 pintures, unes 80 de les quals es troben a Anglaterra. L'octubre de 2002, es va celebrar una important retrospectiva de les seves obres al Kunst Archiv Darmstadt.

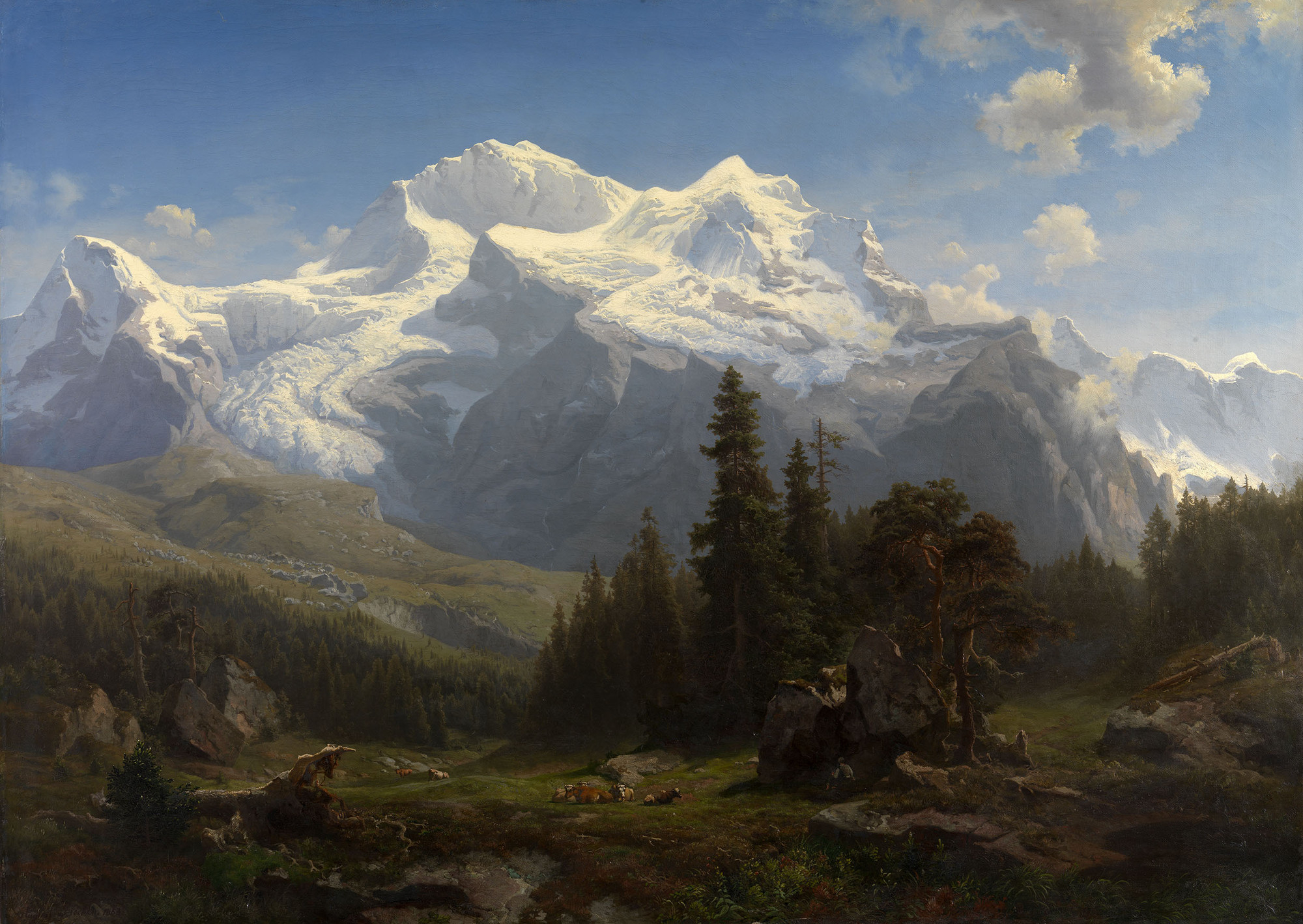
La Jungfrau

## Bibliografia

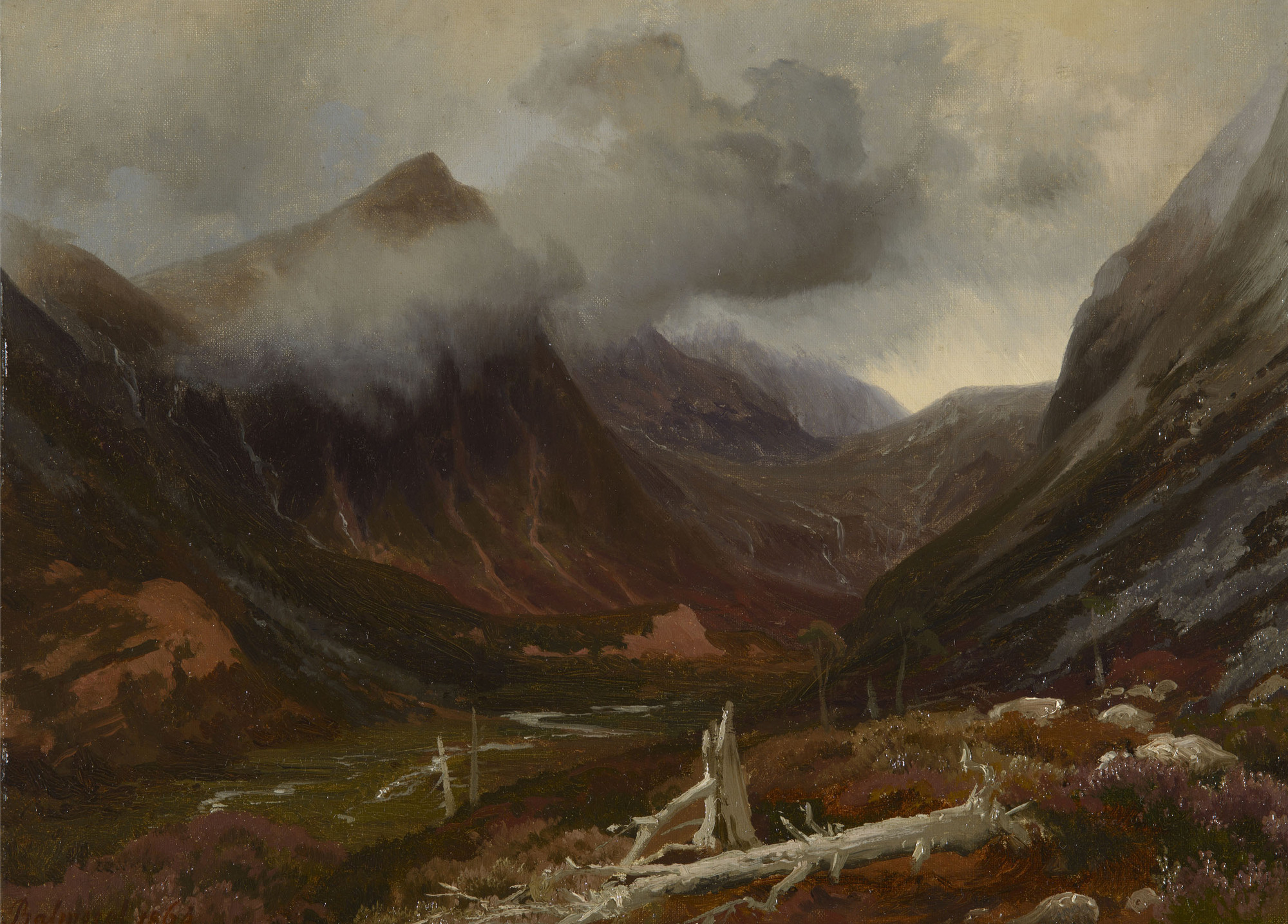
Una vista a Glen Derry